# Nanna montana
Nanna montana là một loài bướm đêm thuộc phân họ Arctiinae, họ Erebidae.